# Ad Astra: Pot do zvezd
Ad Astra: Pot do zvezd (v izvirniku Ad Astra) je ameriški znanstvenofantastični film producenta in režiserja Jamesa Graya, ki je izšel jeseni 2019 v distribuciji 20th Century Fox. Scenarij sta napisala Gray in scenarist Ethan Gross, v glavnih vlogah pa so zaigrali Brad Pitt, Tommy Lee Jones, Ruth Negga, Liv Tyler in Donald Sutherland.
Zgodba govori o astronavtu, ki se poda na pot proti Neptunu, da bi našel pogrešano odpravo svojega očeta, čigar eksperiment ogroža Osončje.
Film je doživel premierno uprizoritev na Beneškem filmskem festivalu 29. avgusta 2019, na spored ameriških kinematografov pa je prišel 20. septembra istega leta. Kritiki so ga pohvalili kot vizualno dodelan film, ki učinkovito uporablja vesolje kot kuliso za zgodbo o odnosu med očetom in sinom, posebej je bila izpostavljena tudi igra Brada Pitta. Odziv občinstva je bil mlačnejši in Ad Astra naj studiu do konca predvajanja v kinematografih po predvidevanjih ne bi prinesel dobička.

## Zgodba
V bližnji prihodnosti so vesoljski poleti mnogo bolj razširjeni, človeštvo pa je vzpostavilo tudi stalna oporišča na Luni in več planetih. Prek Osončja se nekega dne začnejo širiti skrivnostni sunki energije, ki ogrožajo življenje na Zemlji in povsod drugod. Major Roy McBride (Pitt), sin slavnega astronavta H. Clifforda McBridea (Lee Jones), skoraj umre med delom na vesoljski anteni, ko ga eksplozija zaradi enega od sunkov pahne z roba vesolja. Med okrevanjem ga ameriško vesoljsko poveljstvo (SpaceCom) obvesti, da je izvor sunkov verjetno »Projekt Lima« – odprava njegovega očeta, ki naj bi na robu Osončja iskala znake nezemeljske inteligence v drugih ozvezdjih in je po prihodu do Neptuna izginila brez sledi. Povedo mu, da je Clifford mogoče še živ, zato Roy sprejme nalogo odpotovati do Marsa, kjer bi ob pomoči Cliffordovega starega sodelavca, poročnika Pruitta (Sutherland) poskušal stopiti v stik z očetom. Več scen nakaže, da je Roy kot oseba izrazito umirjen in čustveno hladen; tako ne reagira na dejstvo, da je skoraj umrl, ne na to, da ga je zapustila žena (Tyler) in ne na možnost, da je njegov oče še živ.
Roy in Pruit s komercialnim letom poletita na Luno, nato pa ju vojaki spremljajo do skrivnega oporišča SpaceCom na oddaljeni strani Lune. Na poti jih napadejo pirati, ki v spopadu pobijejo vse njuno spremstvo, njima pa uspe varno prispeti do oporišča. Tam Pruitta, ki se mu je medtem poslabšala bolezen in umira, sprejmejo v intenzivno nego, zato se Roy sam vkrca na ladjo Cepheus za Mars. Med letom dobijo klic v sili z norveške raziskovalne postaje, na katerega se kapitan odzove kljub Royevem vztrajanju, da je njegova misija preveč pomembna. Kapitan in Roy vstopita v postajo, za katero se sprva zdi, da je zapuščena, a kmalu naletita na dva od pobesnelih pavijanov, ki jih je osebje uporabljalo v poskusih, a so se osvobodili in pobili posadko. Živali ju napadeta in ena od njiju razbije vizir kapitanove vesoljske obleke preden ju Roy onesposobi. Nato spravi negibnega kapitana nazaj do Cepheusa, kjer lahko le še ugotovijo njegovo smrt. Tudi na ta dogodek se Roy čustveno ne odzove, prizna le, da čuti bes, kakršnega je opazil tudi pri svojem očetu.
Tik pred pristankom na Marsu jih zadene nov energijski sunek in onesposobi sisteme za samodejno pristajanje. Začasnega kapitana zgrabi panika, Roy pa ostane mrtvo hladen, prevzame poveljstvo in varno pristane. Odpeljejo ga do vodje oporišča Helen Lantos (Negga) in mu dajo nalogo posneti govorna sporočila, ki jih bodo poslali proti domnevni lokaciji projekta Lima v upanju, da se bo Clifford odzval vsaj na sina. Po nekaj neuspešnih poskusih Roy zavrže napisani govor in pošlje očetu zelo oseben, čustven poziv. Takoj ga odstranijo z misije, saj naj bi njegova osebna povezava predstavljala grožnjo. Iz odziva opazovalcev razbere, da so prejeli Cliffordov odgovor, in zahteva, da mu ga predvajajo.
Namesto tega ga zaprejo v sobo za sprostitev, kjer ga obišče Lantos, ki mu pove, da je bila rojena na Marsu kot hči članov posadke projekta Lima. Pokaže mu zaupne posnetke, ki kažejo, da se je posadka uprla Cliffordu in se poskusila vrniti na Zemljo, zaradi česar jim je kapitan izključil sisteme za ohranjanje življenja ter jih s tem ubil (vključno z njenimi starši). Nazadnje mu pove, da se posadka, ki ga je pripeljala na Mars, pravkar odpravlja proti postaji projekta Lima z jedrsko bombo. Skupaj se odločita, da bi bilo bolje, če ga Roy poskuša prepričati sam, zato ga Lantos skrivoma odpelje do podzemnega jezera v bližini mesta izstrelitve.
Roy tik pred vzletom spleza na raketo, kjer ga odkrije posadka, ki ji je naročeno, naj ga onesposobijo. Med spopadom vsi razen njega umrejo. Med dolgim poletom Roy razmišlja o svojem odnosu z očetom in svojo odtujeno ženo, a večmesečna izolacija tudi njemu pride do živega. Po vtirjenju v Neptunovo orbito se s čolničkom odpravi do postaje, s katerim trči ob kose Neptunovih obročev, zato se ne more pritrditi na postajo. Namesto tega pusti čolniček in vstopi vanjo od zunaj. V postaji, kjer naleti le na trupla posadke, pretoči podatke in nastavi bombo, nato pa ga najde oče, ki je edini preživeli, in mu razloži, da so sunki posledica okvare vira energije z antimaterijo, ki je bil poškodovan med uporom. Clifford je ves ta čas nadaljeval z delom, saj je vedno verjel, da bodo našli znake inteligence.
Na koncu se pusti prepričati, da bo šel z Royem nazaj na Zemljo. Roy aktivira bombo in skupaj zlezeta iz postaje, nato pa Clifford nenadoma aktivira pogonske šobe svoje vesoljske obleke, ki bi oba odnesle v prazno. Roy ga na njegovo prigovarjanje nejevoljno odpne od sebe in ga prepusti smrti v vesolju. Nato se Roy z nekaj improvizacije požene nazaj proti Cepheusu in uporabi sunek jedrske eksplozije, da ga potisne proti Zemlji, saj za vrnitev sicer ne bi ostalo dovolj goriva.
Podatki, ki jih je pretočil s postaje, razkrijejo, da ni dokazov o obstoju kakršnekoli druge oblike inteligentnega življenja v vesolju. To spodbudi Roya, da se bolj odpre bližnjim in se vrne na Zemljo z novim optimizmom. Na koncu poda svoje mnenje v psihološki evalvaciji in se spet zbliža z odtujeno ženo Evo.